# Apoxyomenos

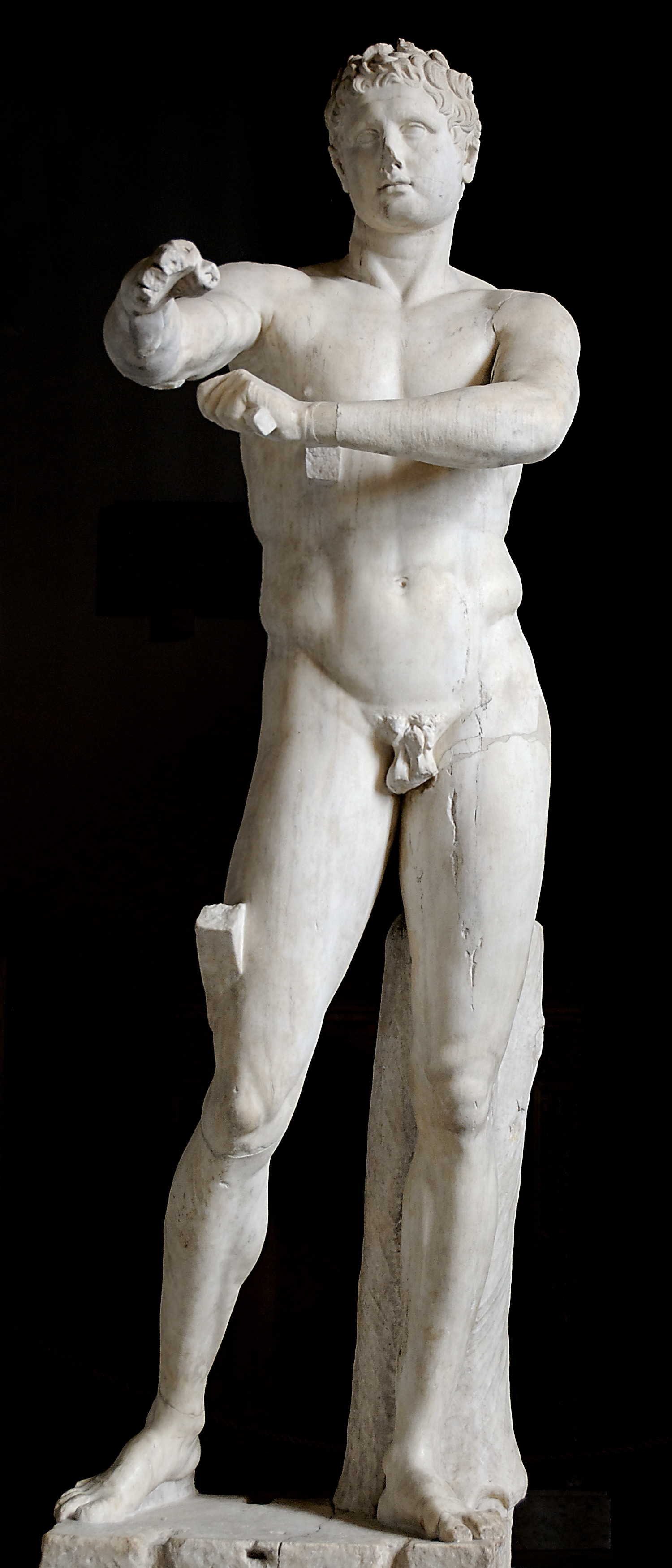
Apoxyomenos des Lysipp

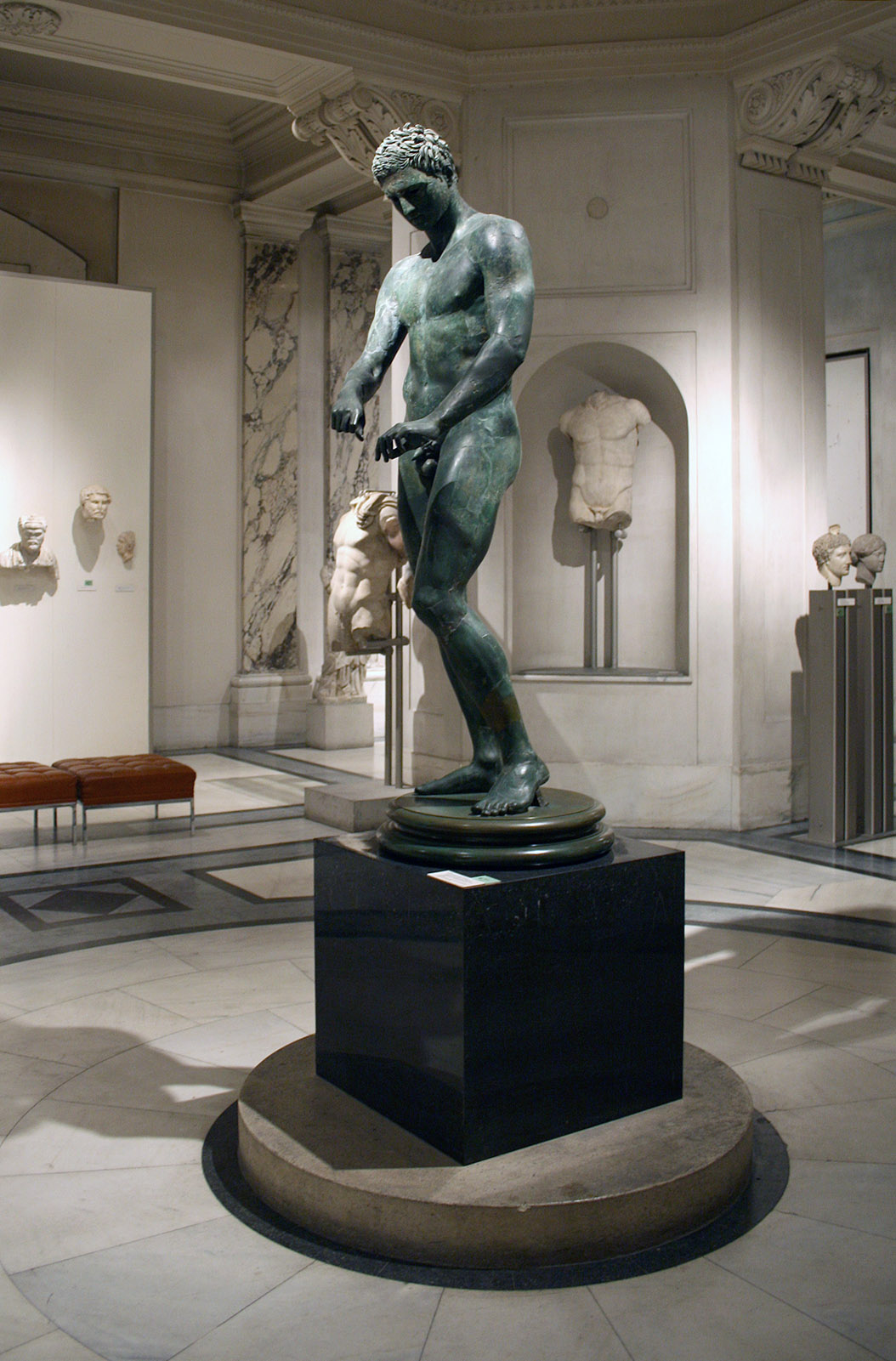
Apoxyomenos von Ephesos

Apoxyomenos (altgriechisch Ἀποξυόμενος) bezeichnet die Statue eines Athleten, der sich Staub und Schweiß mit Hilfe einer Strigilis von der Haut abstreift. Bekannt sind unter anderem:
- Apoxyomenos des Lysipp: Bronzestatue des Bildhauers Lysipp aus der 2. Hälfte des 4. Jahrhunderts v. Chr., bekannt vor allem durch eine römische Marmorkopie in den Vatikanischen Museen
- Apoxyomenos von Ephesos: Bronzestatue aus Ephesos, heute im Ephesos Museum in Wien
- Kroatischer Apoxyomenos: Bronzestatue, hellenistische Kopie eines verlorenen Originals eines unbekannten Meisters im Palast Kvarner in Mali Lošinj, Kroatien